# Пайни (округ Гарленд, Арканзас)
Пайни (англ. Piney, Arkansas) — статистически обособленная местность, расположенная в округе Гарленд (штат Арканзас, США) с населением в 3988 человек по статистическим данным переписи 2000 года.

## География
По данным Бюро переписи населения США статистически обособленная местность Пайни имеет общую площадь в 18,39 квадратных километров, из которых 16,83 кв. километров занимает земля и 1,55 кв. километров — вода. Площадь водных ресурсов округа составляет 8,43 % от всей его площади.
Статистически обособленная местность Пайни расположена на высоте 128 метров над уровнем моря.

## Демография
По данным переписи населения 2000 года в Пайни проживало 3988 человек, 1193 семьи, насчитывалось 1617 домашних хозяйств и 1868 жилых домов. Средняя плотность населения составляла около 216,7 человек на один квадратный километр. Расовый состав Пайни по данным переписи распределился следующим образом: 93,03 % белых, 2,26 % — чёрных или афроамериканцев, 1,15 % — коренных американцев, 0,18 % — азиатов, 0,10 % — выходцев с тихоокеанских островов, 1,93 % — представителей смешанных рас, 1,35 % — других народностей. Испаноговорящие составили 3,31 % от всех жителей статистически обособленной местности.
Из 1617 домашних хозяйств в 33,3 % — воспитывали детей в возрасте до 18 лет, 56,3 % представляли собой совместно проживающие супружеские пары, в 12,8 % семей женщины проживали без мужей, 26,2 % не имели семей. 21,2 % от общего числа семей на момент переписи жили самостоятельно, при этом 7,3 % составили одинокие пожилые люди в возрасте 65 лет и старше. Средний размер домашнего хозяйства составил 2,46 человек, а средний размер семьи — 2,83 человек.
Население статистически обособленной местности по возрастному диапазону по данным переписи 2000 года распределилось следующим образом: 25,3 % — жители младше 18 лет, 7,5 % — между 18 и 24 годами, 30,6 % — от 25 до 44 лет, 23,5 % — от 45 до 64 лет и 13,2 % — в возрасте 65 лет и старше. Средний возраст жителей составил 36 лет. На каждые 100 женщин в Пайни приходилось 100,8 мужчин, при этом на каждые сто женщин 18 лет и старше приходилось 96,8 мужчин также старше 18 лет.
Средний доход на одно домашнее хозяйство в статистически обособленной местности составил 31 827 долларов США, а средний доход на одну семью — 34 780 долларов. При этом мужчины имели средний доход в 26 078 долларов США в год против 20 709 долларов среднегодового дохода у женщин. Доход на душу населения в статистически обособленной местности составил 15 055 долларов в год. 12,4 % от всего числа семей в округе и 16,0 % от всей численности населения находилось на момент переписи населения за чертой бедности, при этом 21,8 % из них были моложе 18 лет и 9,5 % — в возрасте 65 лет и старше.